# Баранок, Андрей Геннадьевич
Андрей Геннадьевич Баранок (бел. Андрэй Генадзевіч Баранок; род. 20 июля 1979, Витебск) — белорусский футболист, выступавший на позиции полузащитника, футбольный тренер.

## Клубная карьера
Большую часть карьеры провёл в «Витебске», в 2008—2009 играл за «Гомель». Остался в «Витебске» и после вылета клуба из Высшей лиги по итогам сезона 2011.
В январе 2013 года подписал контракт с новополоцким «Нафтаном». В «Нафтане» обычно выходил на замену в конце матча, только в августе появлялся в стартовом составе на позиции опорного полузащитника.
После окончания сезона в январе 2014 года вернулся в «Витебск», где стал прочным игроком основы. В декабре того же года забил два мяча в стыковых матчах против могилевского «Днепра», что позволило витебчанам после трёхлетнего перерыва вернуться в Высшую лигу.
В январе 2015 года продлил контракт с «Витебском». В сезоне 2015 оставался основным опорным защитником витебского клуба. В первой половине 2016 года обычно играл в основном составе, позже стал чаще выходить на замену. В сезоне 2017 оставался на скамейке запасных и играл за дубль. В конце сезона объявил о завершении карьеры. Последний матч провёл 26 ноября 2017 года против столичного «Динамо» (1:4).
В 2021 году начал играть за клуб «Городокские львы» во Второй лиге в качестве любителя.

## Тренерская карьера
В августе 2018 года возглавил дублирующий состав «Витебска».